# Urophora m-nigrum
Urophora m-nigrum
 es una especie de insecto del género Urophora de la familia Tephritidae del orden Diptera. 
Friedrich Georg Hendel lo describió científicamente por primera vez en el año 1914.